# Ancylostoma duodenale
Ancylostoma duodenale (auch Ankylostoma duodenale; unspezifisch Grubenwurm und Hakenwurm) ist eine der beiden für den Menschen pathogenen Hakenwürmer-Arten, die zu den Fadenwürmern gehören.
Der 8 bis 12 mm lange, gelblich-weiße Schlauchwurm lebt bei infizierten Menschen im Dünndarm.
Die Art tritt in Südeuropa, Nordafrika, Indien, China, Südostasien sowie an gewissen Orten des amerikanischen Kontinents auf. Oft kommt er in Bergwerken vor, da er dort bezüglich Feuchtigkeit und Temperatur ideale Bedingungen vorfindet. Im Ruhrgebiet wurde der Hakenwurm wohl Ende des 19. Jahrhunderts aus südlichen Breiten eingeschleppt. Im Jahr 1854 hatte Wilhelm Griesinger das Ancylostoma duodenale als Ursache der tropischen Chlorose erkannt. Die Übertragung geschieht durch Hautkontakt mit Boden, der Larven enthält. Diese Erkenntnisse wurden insbesondere in den 1880er-Jahren gewonnen, nachdem unter den Arbeitern des Gotthardtunnels in der Schweiz eine Ankylostomiasis-Epidemie ausgebrochen war.
In der Pflanzenheilkunde wurde ein Extrakt des Wurmfarns Filix mas zur Therapie angewandt.

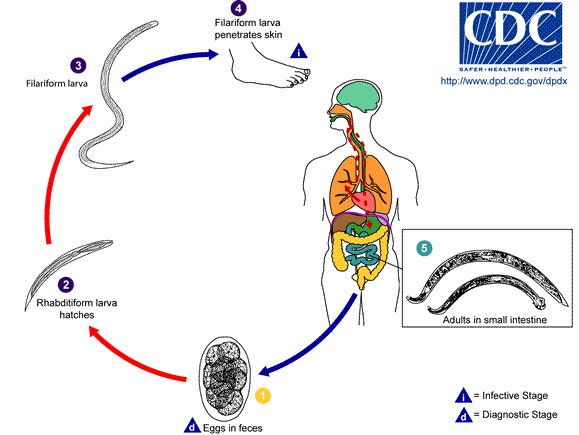
Lebenszyklus

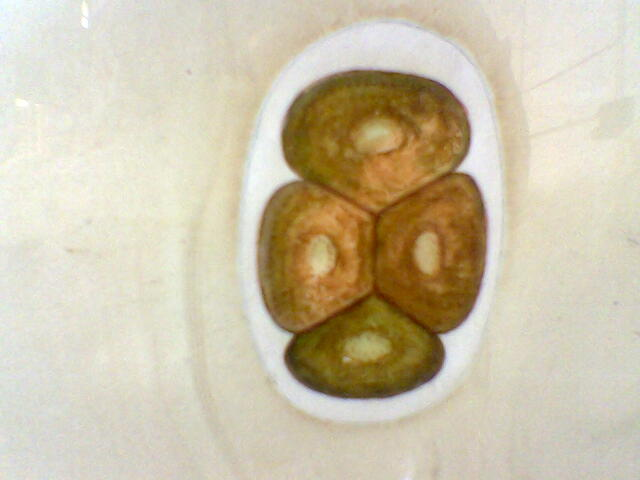
Eier